# 7885 Levine
7885 Levine este un asteroid din centura principală de asteroizi.

## Descriere
7885 Levine este un asteroid din centura principală de asteroizi. A fost descoperit pe 17 mai 1993 la Catalina Station de Timothy B. Spahr. Asteroidul prezintă o orbită caracterizată de o semiaxă mare de 2,35 ua, o excentricitate de 0,25 și o înclinație de 24,1° în raport cu ecliptica.